# Mujer acariciando un loro
Mujer acariciando un loro, también llamada Mujer con loro, es una pintura de Eugène Delacroix realizada en 1827. Este óleo sobre lienzo se conserva en el Museo de Bellas Artes de Lyon.

## Historia
Entre 1825 y 1827, Delacroix vivió una crisis sentimental o sensual que se tradujo en una proliferación de cuadros que representaban escenas de carácter más o menos erótico;Según su diario, la creación de las pinturas estuvo intercalada con la gratificación carnal antes de que la joven se marchara. La modelo que posó para este cuadro pudo haber sido Mademoiselle Laure, que también aparece en La muerte de Sardanápalo y Grecia entre las ruinas de Missolonghi, ambas realizadas por Delacroix en la misma época; pero también podría ser Rose, otra modelo habitual del artista.
Varios comentaristas coinciden en que este cuadro se inspiró en Venus y Cupido, de Lambert Sustris, que se conserva en el Louvre. El dibujo preparatorio de la obra de Delacroix, más pequeño y limitado al contorno de la mujer, está colgado cerca de ella, en la misma sala del museo.

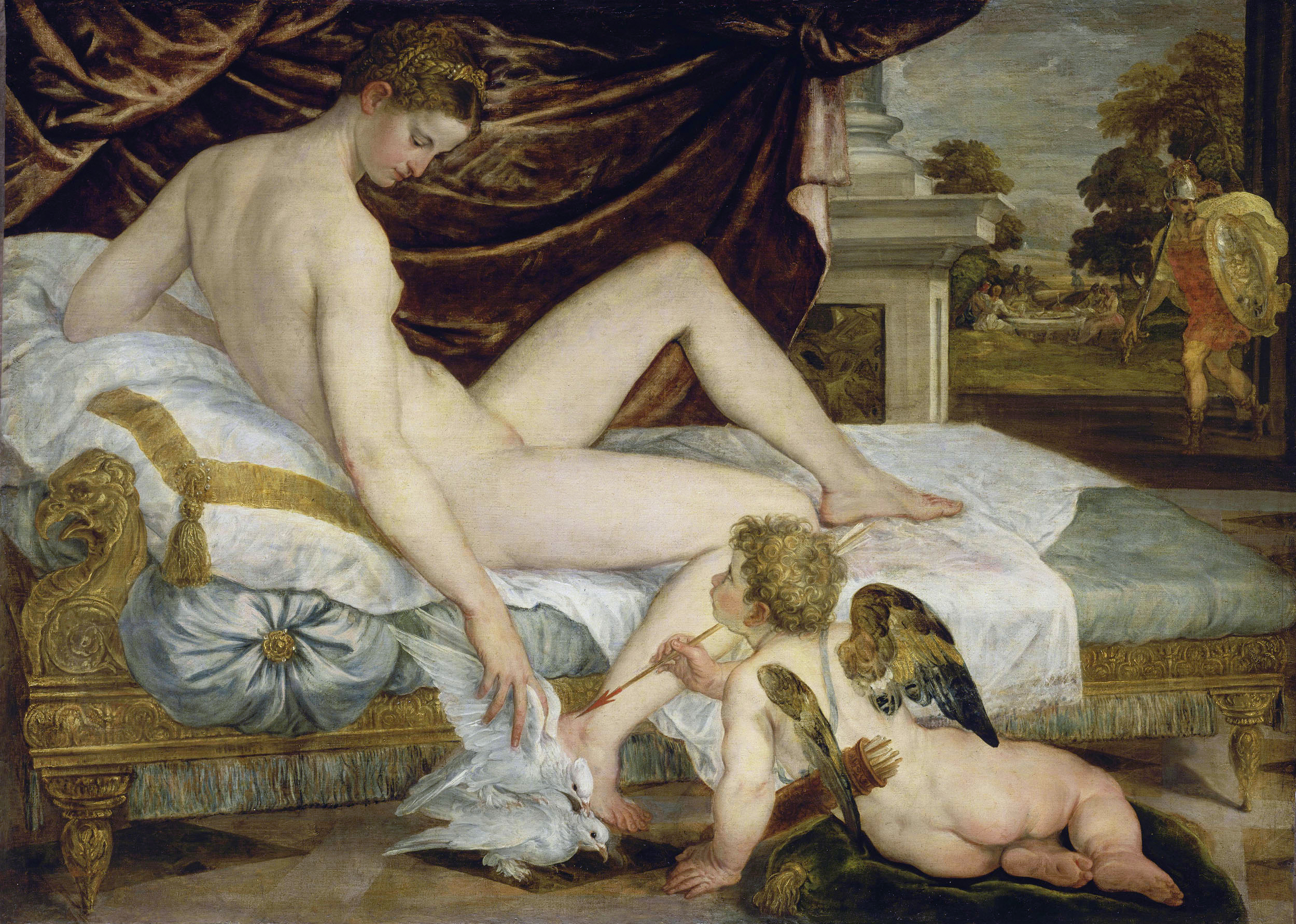
Venus y Cupido, de Lambert Sustris, inspiró esta obra.

La obra fue un regalo de Couturier de Royas en 1897.

## Descripción
La obra muestra a una joven rubia desnuda, con las piernas cruzadas, luciendo un pequeño tocado enrollado y collares brillantes; Está recostada en un sofá azul cubierto con una cortina de tono rosa y está acariciando un loro en el suelo con su mano izquierda. El pie derecho de la mujer descansa sobre un cojín de color dorado, mientras que cortinas amarillas y naranjas cuelgan llenando el lado izquierdo de la pintura. Tales elementos hacen referencia al orientalismo del que estaba imbuido Delacroix. La gama cromática se resume en los tres colores primarios.

## Recepción
Patrice Béghain, que escribió un libro sobre las pinturas del museo de Lyon, ve en esta mujer una "Venus romántica, indiferente y disponible", falsamente modesta, cuyo objetivo es tanto satisfacer los sentidos como la mente; Él llama a esta pintura "el talismán» del museo a pesar de su pequeño tamaño. Raymond Escholier considera el cuerpo de la mujer como "bellamente modelado" entre terciopelos, sedas y satenes, Delacroix tiene aquí "una sinfonía clara dominada por notas frías» que recuerda a Vermeer, y concluye que se trata de una obra que da testimonio de un «gran pintor». 